# Communauté de communes Val de Gray
Ne doit pas être confondu avec Communauté de communes du Val d'Égray.
Pour les articles homonymes, voir CCVG.
La communauté de communes Val de Gray (CCVG) est une communauté de communes française située dans le département de la Haute-Saône, en Franche-Comté, dans la région administrative Bourgogne-Franche-Comté.

## Historique
Les communes de Gray, Arc-lès-Gray, Gray-la-Ville, Ancier, Rigny et Velet décident de s'associer en 1965 pour former le District urbain de Gray, qui se transforme en 2000 en communauté de communes, sous la dénomination de Communauté de communes Val de Gray.
Les six communes d'origine sont rejointes :
- le 1er janvier 2004, par les communes d'Apremont, Champvans, Germigney - La Loge, Le Tremblois et Esmoulins ;
- le 1er janvier 2005, par la commune de Nantilly[2] ;
- le 1er janvier 2008, par les communes d'Igny, Sauvigney-lès-Gray, Saint-Loup-Nantouard et Sainte-Reine ;
- le 1er janvier 2010, par les communes de Battrans, Champtonnay et Noiron ;
- le 1er janvier 2011, par la commune de Saint-Broing[1].

Conformément au schéma départemental de coopération intercommunale (SDCI) approuvé par le préfet de Haute-Saône le 23 décembre 2011, le 1er janvier 2013 marque une date importante pour l'intercommunalité, puisque l'ancienne communauté de communes du Pays de Gray fusionne avec l'ancienne  communauté de communes du Pays d'Autrey (Attricourt, Autrey-lès-Gray, Auvet-et-la-Chapelotte, Bouhans-et-Feurg, Broye-les-Loups et Verfontaine, Essertenne-et-Cecey, Fahy-lès-Autrey, Lœuilley, Poyans, Vars) pour former l'actuelle communauté de communes du Pays de Gray.
Cette fusion est décidée par un arrêté préfectoral du 27 décembre 2012, qui a pris effet le 1er janvier 2013,, et qui intègre également les communes de Chargey-lès-Gray, Onay, Velesmes-Échevanney, ce qui porte à 37 le nombre de communes associées.
Dans le cadre des dispositions de la loi portant nouvelle organisation territoriale de la République (Loi NOTRe) du 7 août 2015, qui prévoit que les établissements publics de coopération intercommunale (EPCI) à fiscalité propre doivent avoir un minimum de 15 000 habitants (et 5 000 habitants en zone de montagnes), le préfet de la Haute-Saône présente en octobre 2015 un projet de révision du SDCI qui prévoit notamment la scission de la communauté de communes du val de Pesmes, dont certaines communes seraient intégrées à la communauté de communes du Val marnaysien, et les autres communes au Val de Gray. 
Le SDCI définitif, approuvé par le préfet le 30 mars 2016, prévoit l'extension du Val de Gray aux communes d'Arsans, Broye-Aubigney-Montseugny, Chevigney, La Grande-Resie, La Resie-Saint-Martin, Lieucourt, Pesmes, Sauvigney-lès-Pesmes, Vadans, Valay et Venère, portant le nouvel ensemble à 20 807 habitants, selon le recensement de 2013. Cette extension prend effet le 1er janvier 2017, après consultation formelle des conseils municipaux et communautaires concernés.

## Territoire communautaire

### Géographie
La communauté de communes Val de Gray est située en Bourgogne-Franche-Comté, à équidistance des pôles urbains de Besançon, Dijon, Dole et Vesoul.
Elle est traversée par la Saône.

### Composition
En 2022, la communauté de communes est composée des 48 communes suivantes :

| Nom                            | Code Insee | Gentilé         | Superficie (km2) | Population (dernière pop. légale) | Densité (hab./km2) |
| ------------------------------ | ---------- | --------------- | ---------------- | --------------------------------- | ------------------ |
| Gray (siège)                   | 70279      | Graylois        | 20,26            | 5 455 (2022)                      | 269                |
| Ancier                         | 70018      | Ancierois       | 4,42             | 521 (2022)                        | 118                |
| Apremont                       | 70024      | Apremontais     | 14,4             | 432 (2022)                        | 30                 |
| Arc-lès-Gray                   | 70026      | Arcois          | 12,1             | 2 410 (2022)                      | 199                |
| Arsans                         | 70030      |                 | 2,48             | 44 (2022)                         | 18                 |
| Attricourt                     | 70032      | Altériens       | 6,08             | 47 (2022)                         | 7,7                |
| Autrey-lès-Gray                | 70041      | Atturans        | 32,4             | 386 (2022)                        | 12                 |
| Auvet-et-la-Chapelotte         | 70043      |                 | 14,43            | 237 (2022)                        | 16                 |
| Battrans                       | 70054      |                 | 5,32             | 210 (2022)                        | 39                 |
| Bouhans-et-Feurg               | 70080      | Bouhannais      | 9,75             | 239 (2022)                        | 25                 |
| Broye-Aubigney-Montseugny      | 70101      |                 | 25,36            | 512 (2022)                        | 20                 |
| Broye-les-Loups-et-Verfontaine | 70100      |                 | 7                | 115 (2022)                        | 16                 |
| Champtonnay                    | 70124      |                 | 5,24             | 80 (2022)                         | 15                 |
| Champvans                      | 70125      | Champvannais    | 7,15             | 174 (2022)                        | 24                 |
| Chargey-lès-Gray               | 70132      | Chargeois       | 16,56            | 669 (2022)                        | 40                 |
| Chevigney                      | 70151      |                 | 5,17             | 37 (2022)                         | 7,2                |
| Cresancey                      | 70185      |                 | 9,6              | 183 (2022)                        | 19                 |
| Écuelle                        | 70211      |                 | 5,56             | 67 (2022)                         | 12                 |
| Esmoulins                      | 70218      | Esmoulinois     | 4,48             | 128 (2022)                        | 29                 |
| Essertenne-et-Cecey            | 70220      |                 | 11,3             | 419 (2022)                        | 37                 |
| Fahy-lès-Autrey                | 70225      |                 | 6,2              | 99 (2022)                         | 16                 |
| Germigney                      | 70265      |                 | 15,1             | 140 (2022)                        | 9,3                |
| La Grande-Résie                | 70443      |                 | 4,76             | 89 (2022)                         | 19                 |
| Gray-la-Ville                  | 70280      | Gray-la-Villois | 3,97             | 928 (2022)                        | 234                |
| Igny                           | 70289      | Ignissois       | 10,03            | 208 (2022)                        | 21                 |
| Lieucourt                      | 70302      | Lieucourtois    | 4,8              | 73 (2022)                         | 15                 |
| Lœuilley                       | 70305      | Nantillais      | 5,67             | 96 (2022)                         | 17                 |
| Mantoche                       | 70331      | Mantochois      | 16,58            | 454 (2022)                        | 27                 |
| Nantilly                       | 70376      | Nantillais      | 10               | 441 (2022)                        | 44                 |
| Noiron                         | 70389      | Noironnais      | 5,58             | 58 (2022)                         | 10                 |
| Onay                           | 70394      | Onnayés         | 6,68             | 62 (2022)                         | 9,3                |
| Oyrières                       | 70402      | Oriens          | 14,03            | 361 (2022)                        | 26                 |
| Pesmes                         | 70408      | Pesmois         | 18,64            | 1 082 (2022)                      | 58                 |
| Poyans                         | 70422      | Poyannais       | 12,17            | 144 (2022)                        | 12                 |
| La Résie-Saint-Martin          | 70444      | Résillés        | 3,27             | 172 (2022)                        | 53                 |
| Rigny                          | 70446      | Rignolais       | 12,72            | 637 (2022)                        | 50                 |
| Saint-Broing                   | 70461      |                 | 10,17            | 108 (2022)                        | 11                 |
| Saint-Loup-Nantouard           | 70466      | Lupéens         | 7,64             | 122 (2022)                        | 16                 |
| Sainte-Reine                   | 70471      | Routhenains     | 6,18             | 22 (2022)                         | 3,6                |
| Sauvigney-lès-Gray             | 70479      | Sauvignois      | 10,44            | 97 (2022)                         | 9,3                |
| Sauvigney-lès-Pesmes           | 70480      |                 | 6,35             | 158 (2022)                        | 25                 |
| Le Tremblois                   | 70505      |                 | 5,49             | 156 (2022)                        | 28                 |
| Vadans                         | 70510      |                 | 12,95            | 134 (2022)                        | 10                 |
| Valay                          | 70514      | Valésiens       | 17,4             | 650 (2022)                        | 37                 |
| Vars                           | 70523      | Varsois         | 16,16            | 184 (2022)                        | 11                 |
| Velesmes-Échevanne             | 70528      | Velesmois       | 22,11            | 489 (2022)                        | 22                 |
| Velet                          | 70529      | Velettois       | 6,05             | 373 (2022)                        | 62                 |
| Venère                         | 70542      |                 | 7,96             | 207 (2022)                        | 26                 |

## Démographie
| 1968   | 1975   | 1982   | 1990   | 1999   | 2008   | 2013   | 2019   |
| ------ | ------ | ------ | ------ | ------ | ------ | ------ | ------ |
| 21 653 | 22 844 | 22 322 | 21 721 | 21 649 | 21 460 | 20 807 | 20 441 |

## Organisation

### Siège
Le siège de la communauté de communes est à Gray, ZAC Gray Sud II, rue André-Marie-Ampère.

### Élus
La communauté de communes est administrée par un conseil communautaire constitué, pour la mandature 2020-2026, de 53 délégués représentant chacune des 37 communes membres, répartis sensiblement en fonction de l'importance de leur population de la manière suivante :

- 15 délégués pour Gray ;

- 7 délégués pour Arc-lès-Gray ;

- 3 délégués pour Pesmes ;

- 2 délégués pour Gray-la-Ville ;

- 1 délégué ou son suppléant, pour les autres communes.
Au terme des élections municipales de 2020 dans la Haute-Saône, le conseil communautaire du 16 juillet 2020 a réélu son président, Alain Blinette, maire de Rigny, ainsi que ses 10 vice-présidents, qui sont :
1. Olivier Vuillier, maire de Noiron, délégué au tourisme ;
2. Christophe Laurençot, maire de Gray, délégué à la mutualisation Ressources humaines et aux services communs ;
3. Frédérick Henning, maire de Pesmes, délégué à l'urbanisme ;
4. Monika Vassilev, élue de Gray, déléguée à l'ingénierie et au  projet de territoire ;
5. M. Claude Demangeon, maire de Bouhans et Feurg, délégué aux bâtiments et aux espaces verts ;
6. Philippe Ghiles, maire-adjoint de Gray, délégué au développement économique ;
7. Claudie Gauthier, maire de Valay, déléguée à l'animation du territoire ;
8. Pascal Parot, maire de Germigney, délégué à l'eau, à l'assainissement et à la  GEMAPI
9. Joseph Chaveca, maire de Nantilly, délégué aux ordures ménagères et à la redevance incitative ;
10. Jérôme Collinet, maire-adjoint de Gray, délégué aux sports.

### Liste des présidents
| Période      | Période                        | Identité           | Étiquette | Qualité |
| ------------ | ------------------------------ | ------------------ | --------- | --- |
| juillet 1965 | mars 1977                      | Pierre Vitter      | RI        | Pharmacien Sénateur de la Haute-Saône RPF (1948 → 1952) Député RI puis UDF (1956 → 1978) Conseiller général de Gray (1951 → 1976) Président du conseil général de la Haute-Saône (1971 → 1976)                                                           |
| avril 1977   | mars 1983                      | André Lanquetin    |           | Conseiller municipal d'Arc-lès-Gray Conseiller général de Gray (1976 → 1982) |
| avril 1983   | mars 1989                      | Bernard Fournier   |           | |
| avril 1989   | juillet 1995                   | Christian Bergelin | RPR       | Transporteur Député de la Haute-Saône (1981 → 1986 et 1988 → 2002) Secrétaire d'État (1986 → 1988) Président du conseil général de la Haute-Saône(1989 → 1998) Conseiller général de Gray (1995 → 1998) Sénateur de la Haute-Saône (2002) Démissionnaire |
| juillet 1995 | mars 2001                      | Patrice Debray     | RPR       | Médecin généraliste Député (2008 → 2010) Vice-président du conseil régional de Franche-Comté (1998 → 2004) Conseiller municipal de Gray (2008 → 2010) |
| avril 2001   | avril 2014                     | Michel Alliot      | UMP       | Avocat Maire de Gray (1998 → 2014) |
| avril 2014   | En cours (au 17 novembre 2022) | Alain Blinette     | UMP → LR  | Maire de Rigny (2008 → ) Conseiller général d'Autrey-lès-Gray (2011 → 2015) Conseiller départemental de Dampierre-sur-Salon (2015 → 2021) Réélu pour le mandat 2020-2026,                                                                                |

### Compétences
L'intercommunalité exerce les compétences qui lui ont été transférées par les communes, dans les conditions déterminées par le code général des collectivités territoriales, et qui sont les suivantes :
- Développement économique
- Aménagement de l’espace communautaire
- Politique du logement social et action par des actions en faveur du logement des personnes défavorisées
- Élimination et valorisation des déchets des ménages et déchets assimilés
- Élaboration pour le compte des communes, des schémas directeurs et de secteur, des contrats locaux de développement et d’aménagement rural, des projets de développement
- Constitution de réserves foncières à vocation économique et/ou touristique par l’acquisition de terrain et/ou friches (agro-industrielles)
- Actions visant à la préservation ou l’amélioration des cours d’eau du territoire dans le cadre des contrats de rivières, par délégations auprès des syndicats compétents
- Protection et mise en valeur de l’environnement
- Participation à la gestion de l’école départementale de musique par le biais d’un syndicat mixte
- Activité cinématographique
- Construction, aménagement, entretien et gestion du bâtiment de la station de monte
- Préparation et accompagnement des nouvelles technologies de l’information et de la communication (NTIC)
- Animation de manifestations dans les domaines sportifs, culturels et de l’animation
- Construction, aménagement, entretien et gestion d’une salle polyvalente d’activités communautaires
- Protection animale
- Tourisme
- Défense incendie
- Action sociale d’intérêt communautaire
- Protection et mise en valeur de l’environnement
- Politique du logement et du cadre de vie

### Régime fiscal et budget
La Communauté de communes est un établissement public de coopération intercommunale à fiscalité propre.
Afin de financer l'exercice de ses compétences, l'intercommunalité perçoit la fiscalité professionnelle unique (FPU) – qui a succédé à la taxe professionnelle unique (TPU) – et assure une péréquation de ressources entre les communes résidentielles et celles dotées de zones d'activité.
Elle ne reverse pas de dotation de solidarité communautaire (DSC) à ses communes membres.

### Identité visuelle
L'intercommunalité s'est dotée successivement de plusieurs logos.

Ancien logo.
Logo actuel.

## Projets et réalisations
Conformément aux dispositions légales, une communauté de communes a pour objet d'associer des « communes au sein d'un espace de solidarité, en vue de l'élaboration d'un projet commun de développement et d'aménagement de l'espace ».